# 御仕置裁許帳
御仕置裁許帳（おしおきさいきょちょう）とは、宝永年間に江戸町奉行所の官僚によって作成されたと推定されている判例集。現存するものは全12巻（国立国会図書館所蔵本）であるが、元は上中下の全3巻であったとされている。

## 概要
江戸小伝馬町の牢獄に入獄した人物の囚人の名と犯罪事情を記して町奉行が保管していた「牢帳」のうち、明暦3年（1657年）から元禄12年（1699年）の分より裁判の参考となる974例を事件のケースごとに231の類型に分けて採録した。なお、「牢帳」自体は町奉行の管理下にあったが、牢獄には勘定奉行や寺社奉行の吟味で入獄した者も含まれており、それらが管轄した事件についても記載されている。異本としては「嚴牆集」「刑罰集抜萃」などがあり、更にこれを箇条書の198条に再構成した「元禄御法式」が作成された。
関東大震災により多くが焼失した。
最高裁判所の倉庫からも江戸後期の記録「御仕置廉書」が18冊発見されている。

## 文面の1面

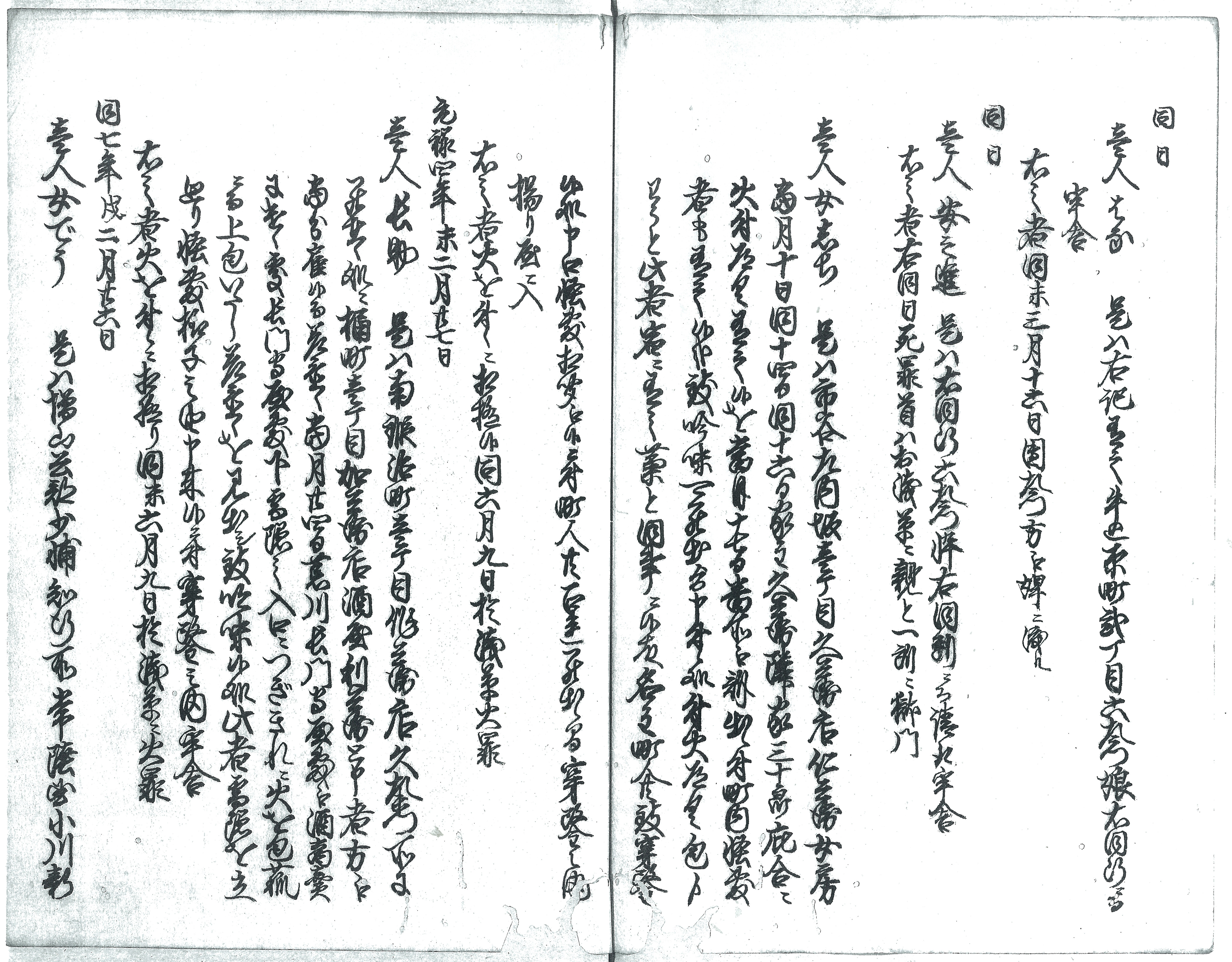
国会図書館蔵書をマイクロフィルムに写しさらに紙にコピーした物。　御仕置裁許帳　巻六.火を付る者之類丼投火仕者之類　の中の元禄3-4年の頁 実物はA4に近いサイズ　文字が一部欠けている部分はシバンムシによる食害